# 町井美紀
町井美紀（1976年10月29日—），日本女性配音員。出身於埼玉縣。血型A型。

## 人物簡介
- 1998年從青二塾東京校第19期生入塾，翌年1999年畢業後進入青二Production，現已退出青二Production。
- 為人熟悉的代表配音作品有遊戲《純愛手札3》的渡井霞、《永恆傳奇》的希爾芙及《交響曲傳奇》的塔巴莎；動畫《鬼眼狂刀》的珊底羅。

## 演出作品
※粗體字表示說明飾演的主要角色。

### 電視動畫
2000年
- 夢幻天女（女性）
- 捍衛者（女子B）
- 銀河冒險戰記（飛行員、1）
- 無力君（日语：へろへろくん）
- 六門天外（的小孩）

2001年
- 仰天人間（日语：仰天人間バトシーラー）（／／、2／、3／、4／）
- 櫻桃小丸子 (第2期)（大型犬飼主）
- 永恆傳奇 THE ANIMATION（希爾芙、民衆）
- 幻影天使（草摩籍真〈7歲時〉）
- 魔法戰士李維（捧場女子A、賣花女子、女子A）
- 魔力女管家（女性店員、遊樂園的大姊姊）
- 快樂印表機（日语：まみむめ★もがちょ）
- ONE PIECE（女孩子）

2002年
- 青出於藍（店員）
- 盜賊王JING
- Kanon (第1作)（女學生、田徑社員）
- G-on少女騎士團（帕歐）
- 鬼眼狂刀（珊底羅〈十二神將〉）
- 十二國記（女學生）
- 棋魂（森下茂子、內田）
- 青檸色之戰奇譚（紅糸）[1]

2003年
- FIRESTORM（日语：FIRESTORM (アニメ)）（索菲亞）

### OVA
年份不詳
- I"s ～另外一種夏日物語～（女大學生D）
- 銀河少女警察 The Animation（接線員C）

2004年
- 青檸色之戰奇譚 南國夢浪漫（紅糸）

### 遊戲
2000年
- 永恆傳奇（希爾芙、雷姆）
- 勇者之光 純白的預言者（艾拉）
- 青檸色之戰奇譚☆純（紅糸）

2001年
- 純愛手札3 ～在約會的地方～（渡井霞）

2002年
- 王子殿下Lv1（日语：王子さまLV1）
- 經典傳奇Vol.1（日语：テイルズ オブ ファンダム Vol.1）（希爾芙、味覺專家1號）

2003年
- 交響曲傳奇（塔巴莎）

2006年
- 世界傳奇 光明神話（女主角）
- 摔角天使 生存者（日语：レッスルエンジェルス）

2007年
- 龍影咒（蒂妮·墨爾波墨涅）

2013年
- 時空幻境 交響曲傳奇 同音包（日语：テイルズ オブ シンフォニア ユニゾナントパック）（塔巴莎）

### 廣播劇CD
2002年
- 醜小鴨王子（日语：あひるの王子さま）（白鳥美樹）

2005年
- 鬼眼狂刀 前往陰陽殿之門篇 第壹巻『惡魔之眼』（珊底羅）
- 鬼眼狂刀 前往陰陽殿之門篇 第貳巻『氷炎之侍』（珊底羅）

2006年
- 鬼眼狂刀 前往陰陽殿之門篇 第參巻『天翔麒麟』（珊底羅）